# Порубино
Порубино — деревня в Гагаринском районе Смоленской области России. Входит в состав Серго-Ивановского сельского поселения. Население — 1 житель (2007). 
Расположена в северо-восточной части области в 26 км к юго-западу от Гагарина, в 10 км севернее автодороги М1 «Беларусь». В 4 км юго-восточнее деревни расположена железнодорожная станция Туманово на линии Москва — Минск. 

## История
В годы Великой Отечественной войны деревня была оккупирована гитлеровскими войсками в октябре 1941 года, освобождена в марте 1943 года. 